# Thomas Lacey
Thomas "Thom" Lacey es un actor australiano, más conocido por haber interpretado a Ben Tickle en la serie Dance Academy.

## Carrera
Ha aparecido como invitado en series como Blue Heelers y en Sunday Herald Sun.
En 2012 apareció en varios episodios de la serie Winners & Losers donde dio vida a Ollie Masters.
Ese mismo año se unió al elenco principal de la segunda temporada de la serie Dance Academy donde interpretó al bailarín Benjamin "Ben" Tickle, hasta el final de la serie durante su tercera temporada en 2013.

## Filmografía

### Series de televisión
| Año         | Serie             | Personaje     | Notas                       |
| ----------- | ----------------- | ------------- | --------------------------- |
| 2012 - 2013 | Dance Academy     | Ben Tickle    | 39 episodios                |
| 2012        | Winners & Losers  | Ollie Masters | 6 episodios                 |
| 2005        | Blue Heelers      | Billy Smith   | episodio "One for the Road" |
| -           | Sunday Herald Sun | Hijo          | -                           |

### Películas
| Año  | Título                   | Personaje    | Notas |
| ---- | ------------------------ | ------------ | --- |
| 2017 | Dance Academy: The Movie | Ben Tickle   | junto a Xenia Goodwin, Jordan Rodrigues, Keiynan Lonsdale, Dena Kaplan, Alicia Banit, Tara Morice y Miranda Otto |
| -    | The Promise              | Pequeño Niño | - |
| -    | The Real Thing           | -            | - |

### Teatro
| Año | Título                 | Personaje       | Directores (a) | Teatro | Notas |
| --- | ---------------------- | --------------- | -------------- | ------ | ----- |
| -   | Dutch Courage          | Jan & Nian      | -              | -      | -     |
| -   | Oklahoma               | -               | -              | -      | -     |
| -   | Bye Bye Birdie         | Randolph McAfee | -              | -      | -     |
| -   | Oliver                 | Kipper          | -              | -      | -     |
| -   | The Wizard of Oz       | Joven Paleta    | -              | -      | -     |
| -   | Music Man              | Withrop         | -              | -      | -     |
| -   | Singing in the Rain    | Joven Cosmo     | -              | -      | -     |
| -   | The Magic Faraway Tree | Jo              | -              | -      | -     |